# Ėdvard Stanislavovič Radzinskij
Ėdvard Stanislavovič Radzinskij (in russo Эдвард Станиславович Радзинский?; Mosca, 29 settembre 1936) è uno scrittore, drammaturgo e storico russo.
È discendente di una famiglia dell'antica nobiltà russa, e si è occupato in particolare delle memorie storiche della nobiltà estintasi in seguito alla rivoluzione d'ottobre, noto per l'attività televisiva e per i documentari storici.

## Opere
- L'ultimo zar: vita e morte di Nicola II, Baldini & Castoldi, 1992.
- Rasputin. La vera storia del contadino che segnò la fine di un impero, Arnoldo Mondadori Editore.